# Villamaría
Villamaría ist eine Gemeinde (municipio) im Departamento Caldas in Kolumbien.

## Geographie
Villamaría liegt in Caldas in der Subregion Centro Sur, 4 km südlich von Manizales, auf einer Höhe von 1920 m ü. NN. Die Gemeinde grenzt im Norden an Manizales, im Westen an Chinchiná sowie an Santa Rosa de Cabal in Risaralda, im Osten an Herveo und Murillo in Tolima und im Süden an Santa Rosa de Cabal.

## Bevölkerung
Die Gemeinde Villamaría hat 60.729 Einwohner, von denen 50.841 im städtischen Teil (cabecera municipal) der Gemeinde leben (Stand 2019).

## Geschichte
Auf dem Gebiet des heutigen Villamaría lebten vor der Ankunft der Spanier indigene Völker. Diese verschwanden jedoch aufgrund der Konquista sowie verschiedener Vulkanausbrüche, so dass das Gebiet bis zum 19. Jahrhundert unbewohnt war. Es wurde erst ab 1834 im Rahmen der antioquischen Kolonisierung (Colonización Antioqueña) neu besiedelt. Der Ort Villamaría wurde 1852 offiziell gegründet.

## Wirtschaft
Traditionell war der Bergbau der wichtigste Wirtschaftszweig in Villamaría. Heute spielt die Landwirtschaft die wichtigste Rolle, insbesondere der Anbau von Kaffee. Zudem gibt es Holzwirtschaft. Nach Manizales ist Villamaría die industrialisierteste Stadt in Caldas.

## Söhne und Töchter der Stadt
- Juan Alejandro García (* 1983), Radrennfahrer
- Carlos Quintero (* 1986), Radrennfahrer